# Flămânzi
Flămânzi è una città della Romania di 12 004 abitanti, ubicata nel distretto di Botoșani, nella regione storica della Moldavia.
Flămânzi ha assunto lo status di città con la legge 80/2004.
Fanno parte dell'area amministrativa anche le località di Chițoveni, Nicolae Bălcescu, Poiana e Prisăcani.